# بریستو کو (آلاباما)
بریستو کو (به انگلیسی: Bristow Cove) شهرکی در شهرستان اتوا ایالت آلاباما است که مساحت آن ۲۸٫۰۸ کیلومترمربع است و در سرشماری سال ۲۰۱۰ میلادی، ۶۸۳ نفر جمعیت داشته و تراکم جمعیتی آن، ۲۴٫۳۲ در کیلومترمربع بوده است.